# Надруя
Надруя — деревня в Новосельском сельском поселении Сланцевского района Ленинградской области.

## История
Деревня Надруй упоминается на карте Санкт-Петербургской губернии Ф. Ф. Шуберта 1834 года.

НАДРУЙ — деревня принадлежит ведомству Павловского городового правления, число жителей по ревизии: 26 м. п., 32 ж. п. (1838 год)

НАДРУЯ — деревня Павловского городового правления, по просёлочной дороге, число дворов — 8, число душ — 27 м. п. (1856 год)

НАДРУИ — деревня Павловского городового правления при ручье безымянном, число дворов — 9, число жителей: 54 м. п., 55 ж. п. (1862 год) 

В XIX — начале XX века деревня административно относилась к Константиновской волости 1-го земского участка 1-го стана Гдовского уезда Санкт-Петербургской губернии.
Согласно Памятной книжке Санкт-Петербургской губернии 1905 года деревня образовывала Надруйское сельское общество.

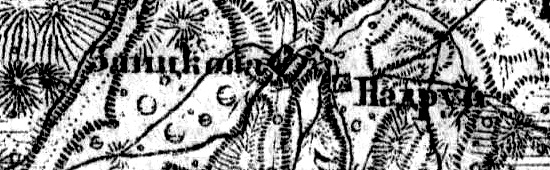
Деревня Надруя на карте 1919 года

Согласно карте Петроградской и Эстляндской губерний 1919 года деревня называлась Надруи.
С января по февраль 1917 года деревня находилась в составе Константиновской волости Гдовского уезда.
С 1917 по 1927 год, в составе Заяцковского сельсовета Доложской волости.
С февраля 1927 года, в составе Выскатской волости.
С августа 1927 года, в составе Рудненского района.
С 1928 года, в составе Лужецкого сельсовета. В 1928 году население деревни составляло 122 человека.
По данным 1933 года деревня Надруя входила в состав Лужецкого сельсовета Рудненского района. С августа 1933 года, в составе Осьминского района.
С 1 августа 1941 года по 31 января 1944 года, германская оккупация.
С 1950 года, в составе Заручьевского сельсовета.
С 1961 года, в составе Сланцевского района.
С 1963 года, в составе Кингисеппского района.
По состоянию на 1 августа 1965 года деревня Надруя входила в состав Новосельского сельсовета Кингисеппского района. С ноября 1965 года, вновь в составе Сланцевского района. В 1965 году население деревни составляло 23 человека.
По данным 1973 года деревня Надруя входила в состав Заручьевского сельсовета Сланцевского района.
По данным 1990 года деревня Надруя входила в состав Новосельского сельсовета.
В 1997 году в деревне Надруя Новосельской волости проживал 1 человек, в 2002 году — 3 человека (все русские).
В 2007 году в деревне Надруя Новосельского СП проживал 1 человек, в 2010 году постоянного населения не было.

## География
Деревня расположена в юго-восточной части района близ автодороги 41К-162 (Заручье — Шавково).
Расстояние до административного центра поселения — 14 км.
Расстояние до ближайшей железнодорожной платформы Сланцы — 54 км.
Деревня находится на левом берегу реки Руя.

## Демография
| 1862 | 2007 | 2010 | 2017 |
| ---- | ---- | ---- | ---- |
| 109  | ↘1   | ↘0   | ↗8   |